# Траянови врата
Траянова врата, също Траянови врата или Траянова порта, е име на планински проход, древноримска крепост и шосеен тунел в Ихтиманска Средна гора.
Крепостта и тунелът Траянови врата се намират на територията на община Костенец. През тунела и целия проход преминава участък от 12,5 km от автомагистрала „Тракия“.

## Наименование
Античното наименование на прохода е Суки. След VI век започва да се нарича и с гръцкото название Василики пили („Царска порта“), а от IX век също и Българска порта.
Старотракийският проход Sued, който от римляните е наричан Succorum claustra или Succorum angistiae (Клисура / Теснина при Суки / Суци), където в древността се намирали и така наречените Траянови врата, през които е минавал римският път, съединявал Централна и Западна Европа с Константинопол.
Съвременното наименование Траянова врата идва от неправилнното приписване на римската крепост в прохода на император Траян (53 – 117). В действителност крепостта е по-късно съоръжение. Според проф. Петър Мутафчиев топонимът „Траянова врата“ е използван за първи път чак в XV век в летописа „Унгарското кралство“ на Антонио Бонфини, където се описва кръстоносният поход на крал Владислав Варненчик срещу Османската империя през 1443 – 1444 г. След Освобождението, когато започват да се публикуват множество исторически извори и изследвания, наименованието „Траянова врата“ бързо добива популярност и се налага като исторически, географски и административен термин, официално използван за местността и прохода днес.

## История
Проходът носи името Суки (на латински: Succi) в Античността. Непосредствено до него е изградено укрепление и пътна станция на име Соней (Soneium). През IV век историкът Амиан Марцелин описва прохода по следния начин:
| „ | Хребетите на високите планини Хемус и Родопи, от които първата започва от Истър, а втората – от отсамния бряг на Аксий, се сближават в една теснина, където те завършват със стръмни скали. Това място отделя Илирик от Тракия, като оставя от едната страна Вътрешна Дакия и Сердика, а от другата – Тракия с Филипопол. А тия градове са големи и известни. И сякаш природата е предусещала, че околните племена трябва да бъдат подчинени на римската власт, та преднамерено тъй е устроила това място, та на първо време да даде между издигащите се един до друг хълмове един тесен и не толкова известен прелез, който по-късно със засилващото се величие и блясък на римската държава бил разширен и за преминаване на колесници. А колкото пъти бил затварян достъпът към него, толкова пъти били отблъсквани оттам велики пълководци и цели народи. Страната, която е откъм Илирик, тук се извишава слабо, като че ли е леснодостъпна, за да се издигне след това наведнъж. А насрещната страна откъм Тракия се спуска стръмно и е труднодостъпна поради провалените пътеки и мъчно става преминаването ѝ, дори и когато никой не се противопоставя насреща. В подножието на тази планинска преграда се простират от двете ѝ страни обширни равнини. | “ |

Проходът влиза в историята през 986 г., когато византийският император Василий II предприема поход срещу България в стремеж да откъсне български територии. На 17 август българската войска начело с бъдещия цар Самуил пресреща византийците при прохода Траянова врата и напълно ги разбива (вж. битка при Траянови врата).
През Средните векове проходът е наричан Царски проход (на гръцки: Βασιλική κλεισούρα) или „Царски врата“ (на гръцки: Βασιλική πύλη), а по-късно и Български проход (на гръцки: Βουλγαρική κλείσις).
Името Траянова врата е използвано за пръв път от историка Антоний Бонфиний (1427 – 1502) във връзка с похода на Владислав Варненчик, който преминава прохода с войските си през 1443 г. По време на османското владичество проходът е наричан и с турското име Капъджик дервент (на турски: kapı – капия, врата, и dervent – проход), както и Маркова капия. Огромната арка на римската порта, висока около 18 метра, е била запазена до XIX век.

## Планински проход
Проходът представлява седловина в югоизточната част на Ихтиманска Средна гора, в рида Еледжик в Община Костенец, Софийска област и Община Септември, област Пазарджик. Има дължина 16 km, надморската височина на седловината е 830 m. Свързва югоизточната част на Ихтиманската котловина на северозапад със западната част на Горнотракийската низина на югоизток. Намира се на стария римски път Виа Милитарис, като по трасето му съществува стар неподдържан път, който днес е практически неизползваем.
Проходът започва на 652 m н.в. югоизточно от село Мирово, насочва се на югоизток и след 5 km достига седловината при 830 m н.в. От там продължава по долината на река Яворица (десен приток на Тополница) и след 5 km югозападно от село Долно Вършило слиза на 570 m н.в. Следва ново изкачване и след 3,5 km, на 710 m н.в. преодолява седловината Паланката, слиза от там и след 4 km завършва северозападно от град Ветрен на 420 m н.в.

## Крепост Щипон
Крепостта, известна също като Стенос и Щипон, е проучена през 1975 г. при разкопки, ръководени от Димитрина Джонова. Сградата се е състояла от вътрешен двор, приземен етаж, 6 входа и 3 вътрешни кули. Датата на първоначалното строителство на крепостта е неизвестна, като първите писмени сведения за нея са от III век.
Реставрираните развалини в прохода са останки от крепостния комплекс, изграден през V век. Реставрацията е извършена от община Костенец със средства по ОП „Регионално развитие“. Оспорвана е поради нарушения при строителните работи – отклонения от издадените строителни книжа, неспазване на изискванията за консервация и реставрация, неследване на автентичната архитектурно-строителна конструкция и др.

## Крепост Паланката
Северозападно от град Ветрен се намират развалините на крепостта Паланката. Тя е била изградена през късната Античност, като на нейното място се е намирала римската пътна станция Понс Укаси. За крепостта се предполага, че е била седалище на деспот Новак Дебели. Край Паланката през XV в. османците построяват малко селище (паланка – оттук е и днешното име на крепостта) за охрана на прохода, което е просъществувало до XIX в.

## Тунел на магистралата
Сега през съседния на крепостта хълм е прокопан тунелът „Траянови врата“ на автомагистрала „Тракия“. Тунелът се намира на разстояние около 55 километра от София, най-близкият до него град е Костенец. Начинът на осушаване, осветлението и сигнализацията в тунела са съобразени с европейските норми. Осветлението е на 3 режима – дневен, нощен и авариен.

## Други
На Траянови врата е наречена улица в квартал „Стрелбище“ в София (Карта).

## Топографска карта
- Лист от карта K-34-60. Мащаб: 1 : 100 000.
- Лист от карта K-34-72. Мащаб: 1 : 100 000.
- Лист от карта K-35-61. Мащаб: 1 : 100 000.